# Ramage (branche familiale)
Pour les articles homonymes, voir Ramage.
Un ramage, au Moyen Âge, est une branche cadette d’une famille, souvent seigneuriale, dont la branche aînée seule héritait des titres et de la majeure partie des biens en vertu du droit d'aînesse.